# Antiagrion gayi
Antiagrion gayi är en trollsländeart som först beskrevs av Selys 1876.  Antiagrion gayi ingår i släktet Antiagrion och familjen dammflicksländor. IUCN kategoriserar arten globalt som livskraftig. Inga underarter finns listade i Catalogue of Life.